# گوفر
گوفر(به انگلیسی gopher) یک پروتکل ارتباطی بود که برای توزیع، جستجو و توزیع مدارک مثل فایل‌ها و متن‌ها در شبکه های پروتکل اینترنت طراحی شده بود. طراحی پروتکل و واسط کاربری گوفر مبتنی بر منو است و در اوایل کارش جایگزینی برای شبکه جهانی وب عرضه می‌کرد اما نهایتاً در مقابل توسعه پروتکل انتقال ابر متن شکست خورد و از محبوبیتش کاسته شد. زیست بوم گوفر اغلب به عنوان نسل موثر قبل از شبکه جهانی وب تلقی می شود.